# Aeroporto de Dong Hoi
O Aeroporto de Dong Hoi situa-se na Dong Hoi, província de Quang Binh, ilha Bac Trung Bo, Vietnam, é uma infraestrutura aeroportuária que para além de servir a ilha Quang Binh. A construção começou em 2004 e terminou em maio 2008. O primeiro voo de Hanoi realizava-se em 19 maio 2008. Este aeroporto tem uma pista de decolagem de 2500x45 m, capaz para servir ao avião da escala do midium como Airbus A321, capaz de servir 500.000 passageiros por ano.

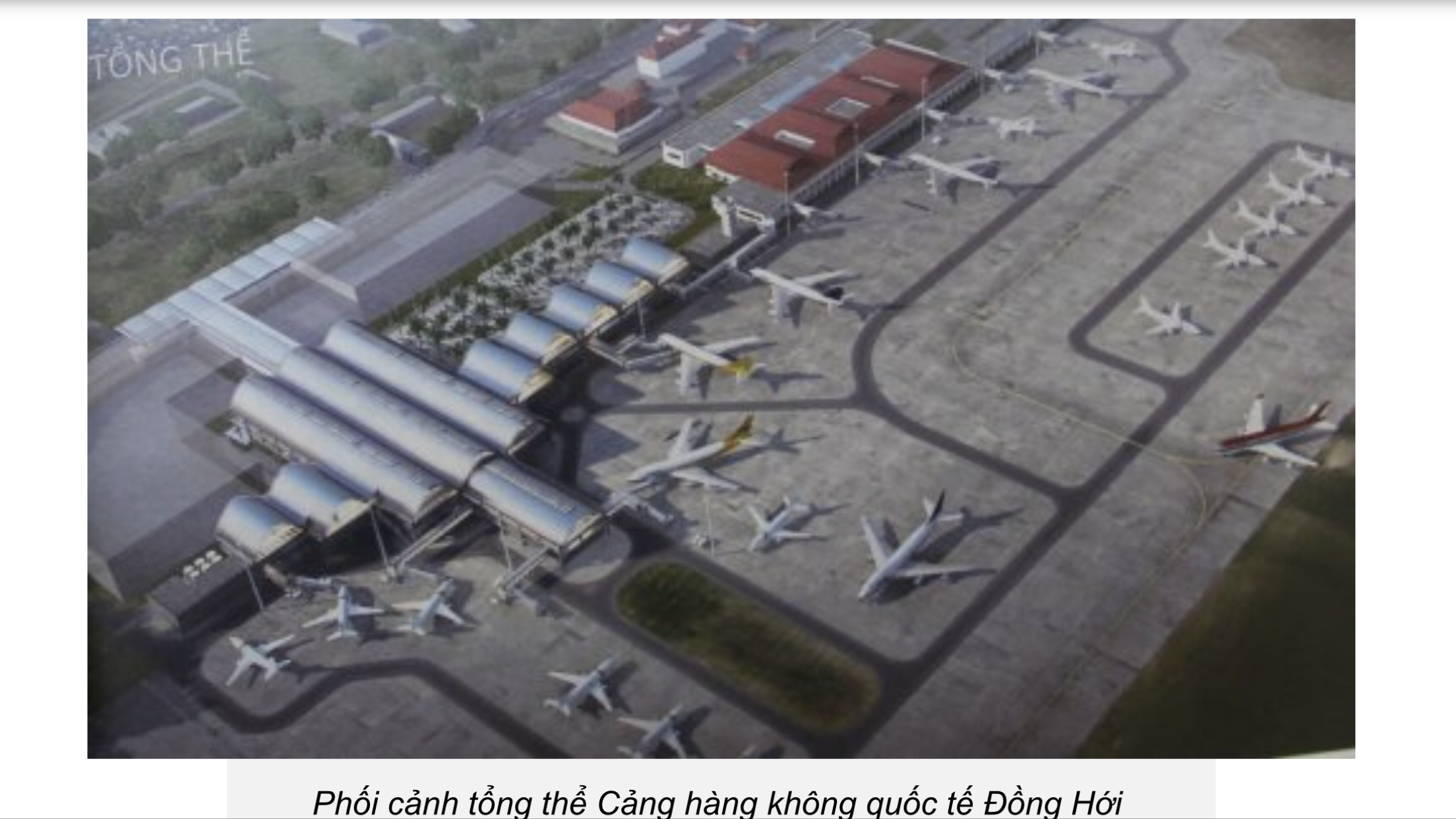
O aeroporto de Dong Hoi, após a conclusão da expansão no segundo trimestre de 2020

A expansão do aeroporto começará no quarto trimestre de 2018 e terminará no segundo trimestre de 2020. A pista será ampliada para 3.600 m (categoria 4E), um novo terminal com capacidade para 10 milhões de passageiros por ano será construído. O investidor é uma empresa vietnamita FLC Group.

## Linhas aéreas e destinos
- Vietnam Airlines - Hanoi, Cidade de Ho Chi Minh)
- VietJet Air - Hanoi, Cidade de Ho Chi Minh)
- Jetstar Pacific Airlines - Cidade de Ho Chi Minh, Hai Phong, Chiang Mai)